# Stefan Savage
Stefan Savage (né en 1969) est un chercheur américain en informatique, professeur au sein du Systems and Networking Group de l'université de Californie à San Diego. 

## Recherche
Savage est largement cité dans les domaines de la propagation dess vers informatique et des  logiciels malveillants, des attaques par déni de service distribués (DDOS), la  mitigation et le traceback, et la sécurité des réseaux sans fil (wireless security). Il a obtenu un Ph.D. à l'université de Washington en 2002 sous la direction de Thomas Edward Anderson et Brian Nathan Bershad avec un travail intitulé Protocol Design in an Uncooperative Internet. Ses intérêts couvrent un large spectre, allant de l'économie de la criminalité électronique, à la caractérisation du concept de disponibilité, des protocoles de guidage de systèmes automobiles, à la virtualisation des centres de données.
En 2010, il est nommé Fellow de l'Association for Computing Machinery.
En 2015, il est lauréat du prix ACM-Fondation Infosys en informatique « pour des recherches novatrices en matière de sécurité, de confidentialité et de fiabilité des réseaux qui font apparaître les attaques et les attaquants comme des éléments d'un système technologique, sociétal et économique intégré ».